# Popterror
Popterror är en svensk musikgrupp som bildades 2009 i Umeå. Bandet ligger på det klassiska Skellefteåbaserade indieskivbolaget A Westside Fabrication.

## Historik
I mars 2010 spelade gruppen in sin första EP Allt vi gjort har du glömt i Skellefteå. Tidningen Gaffa utsåg EP:n som månadens demo i sitt julinummer, och skivan släpptes sedermera på A Westside Fabrication:s underetikett Buffel som MP3. Låten "Det är nåt som händer" från denna första EP spelades under hösten 2010 ett flertal gånger i Sveriges Radio P3.
Vårvintern 2011 kom EP:n Nu som då som även släpptes på CD, också den på etiketten Buffel. Tidningen Joyzine gav EP:n högsta betyg. Under 2011 inledde bandet arbetet med sitt första fullängdsalbum, som delvis spelades in i London. Albumet, med titeln Svartåsen, gavs ut i maj 2012.

## Diskografi
- 2010 – Allt vi gjort har du glömt (EP)
- 2011 – Nu som då (EP)
- 2012 – Svartåsen